# Gimouille
Gimouille é uma comuna francesa na região administrativa de Borgonha-Franco-Condado, no departamento Nièvre. Estende-se por uma área de 14,46 km². Em 2010 a comuna tinha 461 habitantes (densidade: 31,9 hab./km²).